# Молитва
 Тази статия е за религиозния ритуал.  За песента вижте Молитва (песен).  
Молитвата е призоваване или действие, което има за цел да активира връзка с обекта на поклонението чрез съзнателно общуване.
Молитвата може да бъде форма на религиозна практика, може да бъде индивидуална или колективна и да се провежда в публична или частна форма. Тя може да включва използване на думи, песен или на пълно мълчание. Когато се използва език, молитвата може да приеме формата на химн, заклинание, като официално верую или спонтанно изказване на молещото се лице. Има различни форми на молитва, като просителска молитва, смирена молитва, благодарност и хвала. Молитвата може да бъде насочена към божество, дух, починало лице или възвишена идея с цел поклонение, с искане на водачество, с искане за помощ, като се изповядат греховете от престъпленията (греховете) или за изразяване на собствените си мисли и емоции. Така хората се молят по много причини за лични облаги, за Божията благодат, за духовна връзка или в името на другите.
Някои антрополози считат, че най-ранните интелигентни съвременни хора са практикували форма на молитва. Днес повечето основни религии включват молитвата в себе си по един или друг начин; някои изпълняват акта на молитвата като обред, който изисква строга последователност от действия или поставяне на ограничение на който е разрешено да се моли, а други учат, че молитвата може да се практикува от всеки, спонтанно и по всяко време.

## Актът на молитва
Актът на молитвата е засвидетелстван в писмени източници още от преди 5000 години. Някои антрополози като Сър Едуард Бърнет Тайлър и сър Джеймс Джордж Фрейзър, вярвали, че първите интелигентни съвременни човеци практикували нещо, което ние ще признаем днес като молитва.
Различни духовни традиции предлагат голямо разнообразие от религиозни актове. Има сутрешни и вечерни молитви, кратка молитва след ядене и благоговейни физически жестове. Някои християни прекланят глава и сгъват ръцете си. Някои индианци се молят като танцуват. Някои суфии се въртят. Индусите пеят мантри. Еврейската молитва може да включва люлее напред-назад и поклон. Мюсюлманите практикуват намаз (коленичене и прострация) в своите молитви. Квакери пазят мълчание. Някои хора се молим според стандартизирани ритуали и богослужения, докато други предпочитат импровизирани молитви. Други съчетават и двете.
Фредрих Хайлер често се цитира в християнските среди заради неговата „Типология на молитвата“ в която са изброени шест вида молитва: примитивна, ритуална, гръцка, философска, мистична и пророческа. Някои форми на молитва изискват предварително обредно миене или пречистване като при гуслата и абдеста.
Молитвата може да бъде извършена частно и лично или общо в присъствието на вярващите. Молитвата може да се включи в ежедневието в което човек е в постоянна връзка с бог. Някои хора молят през всички събития през деня като търсят различни посоки с напредването на деня. Това всъщност е изискване в няколко християнски вероизповедания, въпреки че изпълнението не е възможно, нито желателно. Може да има много различни отговори на молитвата, точно както има много начини за тълкуването ѝ като отговор на въпрос, ако всъщност е получен отговор. Някои могат да изпитват звукови, физически или умствени епифании. Ако наистина отговор идва времето и мястото когато идва се считат за случайни. Външните деяния, които придружават молитва са: помазване с миро; звън на камбана; горене на аромат или на хартия, палене на свещ или свещи. Виж например обръщане на лицето към определена посока (т.е. към Мека или на изток), прекръстването. Един по-малко известен акт, свързан с молитвата е поста.

## Галерия
- Мария Магдалена от Ари Шефер (1795 – 1858)
- Отче наш на църковнославянски
- Християнска молитва
- Мюсюлмани в молитва
- Молитва на будисти
- Молитва в шинтоизма
- Постът и Молитвата (Ангелът в средата) като средство за преодоляване на Завистта (Дяволът отдясно), стенопис от църквата в Чуковец